# Flor Quispe
Flor Quispe Córdova (ur. 1 lipca 1975) – peruwiańska zapaśniczka walcząca w stylu wolnym. Zajęła dziewiąte miejsce na mistrzostwach świata w 2002. Brązowa medalistka igrzysk panamerykańskich w 2003 i mistrzostw panamerykańskich w 2002 i 2010. Druga na igrzyskach Ameryki Południowej w 2010. Wicemistrzyni Ameryki Południowej w 2009. Trzecia na igrzyskach boliwaryjskich w 2009 roku.